# Rikssvensk TV i Finland
Rikssvensk TV i Finland kan erhållas på flera olika sätt.
Sedan ganska många år tillbaka har man tittat på rikssvenska tv-sändningar i Finland, via s.k. spill-over. I korthet betyder det att tv-signalerna från de svenska sändarna inte stannar vid Sveriges gränser utan räcker en bit in i Finland, så att de som bor nära kusten kan ta in signalen via antingen en vanlig antenn eller en centralantenn. Som ett lyckligt sammanträffande är det ju också så att majoriteten av de svensktalande, som har det främsta intresset av de svenska tv-kanalerna, bor just vid kusten.
Ett av de första kända exemplen på svensk tv-mottagning i Finland är centralantennen i Nykarleby . Där började man redan 1969 att sätta upp en centralantenn för att förbättra mottaglighetsförhållandena för SVT:s kanaler (SVT1 och SVT2, eller TV1 och TV2 som de hette på den tiden). Det är okänt om Nykarleby var först, men vad som i alla fall är helt klart är att man på flera andra platser följde i detta exempel och byggde upp lokala centralantennandelslag – kooperativa föreningar, finansierade helt och hållet av de boende i de olika byarna och städerna – för att kunna ta emot svensk tv.
Sedermera kom regleringen av svensk tv i Finland att konkretiseras i det så kallade kaffekoppsavtalet. Detta ledde till att SVT började sända kanalen TV4 med en blandning av inhemska program ur svenska Kanal 1 och TV2 (från och med 1996 SVT1 och SVT2) i södra Finland, nämligen sändarna i Esbo, Fiskars, Pernå och Åbo.
År 2005, omkring övergången till digital-tv i Sverige och Finland var frågan om de svenska tv-kanalerna en fråga som det uppstod en del diskussion kring. Kopiosto, den finska motsvarigheten till Copyswede, ville enligt uppgift ta ut höga avgifter för att tillåta återsändning av de svenska tv-kanalerna i det finska marknätet. Man resonerade troligen så att man ville ta ut en avgift per "potentiell tittare", vilket gör att kostnaden för att distribuera Sveriges tv blir mycket högre än vad den blir om man får begränsa sig till de ca 5,5% som är svenskspråkiga + den andel som är tvåspråkig eller åtminstone så pass svenskspråkig att man har intresse av att se rikssvenska tv-kanaler.
En osäkerhet rådde om hur det skulle bli med rikssvensk tv i Finland efter digitaliseringen. Folktinget skickade en vädjan till finländska regeringen om hur man tyckte att frågan skulle hanteras – svensk tv skulle vara tillgänglig i marknätet, med både SVT1 och SVT2 (eventuellt hopslagen med Barnkanalen). Man önskade även att TV4 skulle vara tillgänglig.
Frågan behandlades på regeringsnivå mellan Leif Pagrotsky (dåvarande svensk kulturminister) och Ulla-Maj Wideroos (dåvarande biträdande finansminister i Finland). Resultatet av dessa samtal blev dock en besvikelse för många – men inte alla. Istället för att SVT:s huvudkanaler SVT1 och SVT2 skulle distribueras, så blev det den nedstrippade SVT Europa som skulle göras tillgänglig, där många program (av upphovsrättsliga skäl) inte ingår.
I Österbotten och på Åland fick man dock få till distribution av ett utökat svenskt utbud. I Österbotten distribueras rikssvenska tv-kanaler av Anvia, i marknätet. De sänds dock som kodade kanaler som kräver ett programkort och ett abonnemang för att kunna tas emot. På Åland är situationen annorlunda; där ingår rikssvenska tv-kanaler i tv-licensen och de sänds helt okodade i marknätet.
Sveriges tv-kanaler sänds även i ett antal kabel-tv-nät i Finland. I exempelvis Anvias nät har de fram till 1 december 2008 sänts både digitalt och analogt, som gratiskanaler som ingått i grundutbudet (frånsett kostnad för programkort om man tar emot dem digitalt). Sedan 1 december 2008 har dock Anvia slutat med de analoga sändningarna och infört en avgift för att ta emot Sveriges kanaler (SVT1, SVT2, Barnkanalen/Kunskapskanalen och TV4) digitalt. Även TV3 och ZTV går att få som en tilläggstjänst mot extra avgift.